# Новосокольники
Новосоко́льники — город (с 1925) в России, административный центр Новосокольнического района Псковской области России. Составляет муниципальное образование «Новосокольники» (со статусом «городское поселение» — в границах города).
Расположен на юге Бежаницкой возвышенности, на реке Малый Удрай, в 287 км к юго-востоку от Пскова. В городе расположена станция Новосокольники — железнодорожный узел линий Москва — Рига и Санкт-Петербург — Киев.

## Население
| 1931  | 1939  | 1959  | 1970  | 1979  | 1989    | 1992    | 1996    | 1998    | 2000    | 2001    | 2002  |
| ----- | ----- | ----- | ----- | ----- | ------- | ------- | ------- | ------- | ------- | ------- | ----- |
| 4800  | ↗9004 | ↗9019 | ↗9499 | ↗9884 | ↗10 382 | ↗10 600 | →10 600 | ↘10 500 | ↘10 300 | ↘10 200 | ↘9757 |
| 2004  | 2005  | 2006  | 2007  | 2008  | 2009    | 2010    | 2011    | 2012    | 2013    | 2014    | 2015  |
| ↘9506 | ↘9118 | ↘8796 | ↘8516 | ↘8382 | ↘8225   | ↘8119   | ↘8089   | ↘7936   | ↘7833   | ↘7692   | ↘7557 |
| 2016  | 2017  | 2018  | 2019  | 2020  | 2021    |         |         |         |         |         |       |
| ↘7468 | ↘7378 | ↘7219 | ↘7105 | ↘7003 | ↘6895   |         |         |         |         |         |       |

На 1 января 2025 года по численности населения город находился на 1027-м месте из 1124 городов Российской Федерации.
Национальный состав
По итогам переписи населения 2020 года проживали следующие национальности (национальности менее 0,1 % и другое, см. в сноске к строке «Другие»):
| Национальность | Численность, чел. | Доля     |
| -------------- | ----------------- | -------- |
| Русские        | 6603              | 95,77 %  |
| Украинцы       | 36                | 0,52 %   |
| Белорусы       | 34                | 0,49 %   |
| Армяне         | 34                | 0,49 %   |
| Цыгане         | 27                | 0,39 %   |
| Татары         | 11                | 0,16 %   |
| Другие         | 150               | 2,18 %   |
| Итого          | 6895              | 100,00 % |

## История

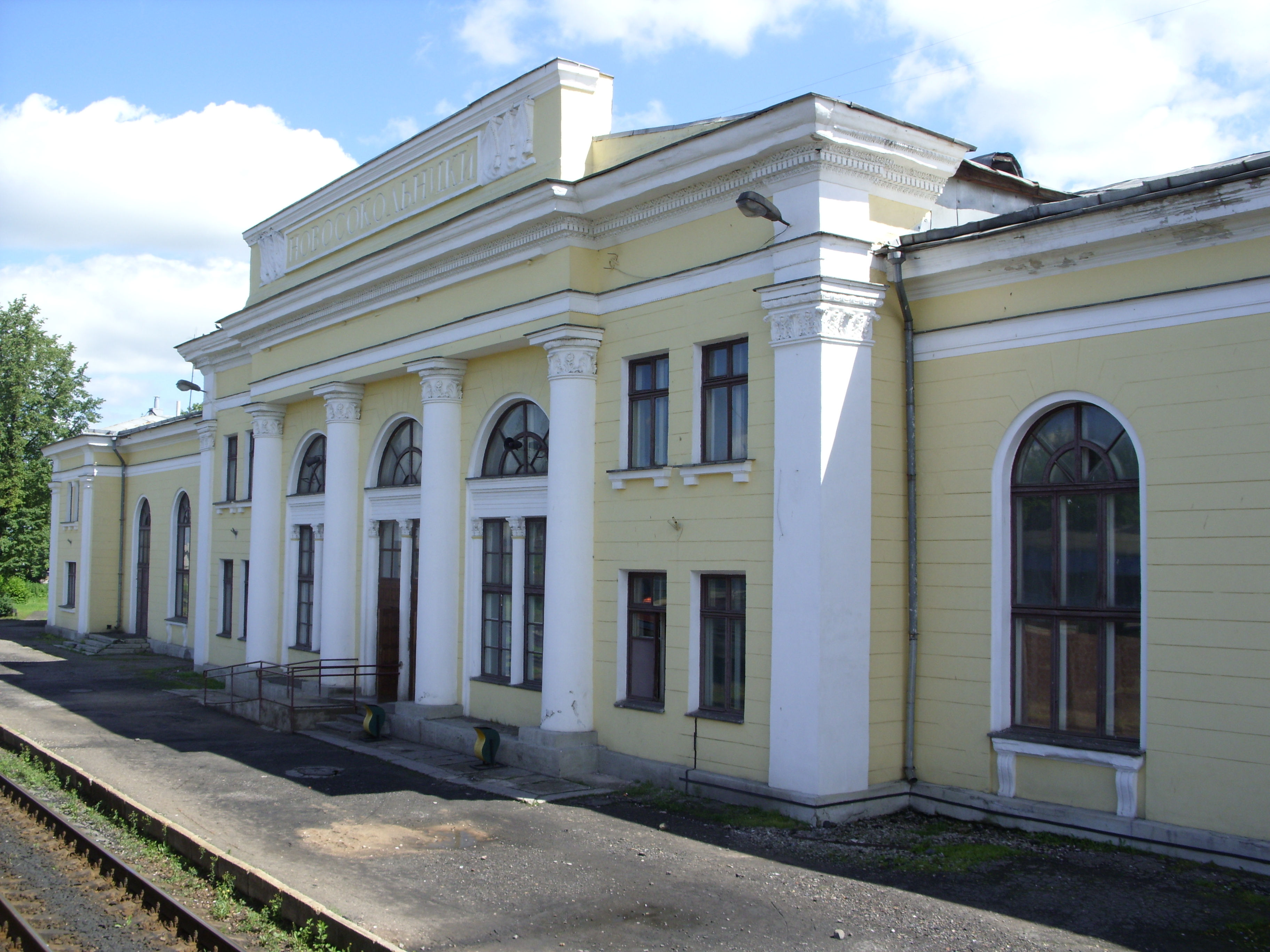
Вокзал станции Новосокольники

Город вырос из посёлка, основанного в 1901 году при станции Новосокольники (открыта в 1901 году) в связи со строительством Московско-Виндаво-Рыбинской железной дороги. Название посёлку и станции дано по местечку Сокольники, находившемуся в 10 км от нынешнего города, на территории Витебской губернии; станция же располагалась на гужевой дороге из Великих Лук в Сокольники.
По декрету ВЦИК от 6 июня 1925 года Новосокольники получили статус города.
25 июля 1941 года занят немецко-фашистскими войсками. Город не удалось освободить в ходе Великолукской наступательной операции в ноябре 1942 — январе 1943 года. Освобождён 29 января 1944 года частями 178-й стрелковой Кулагинской Краснознамённой дивизии (командир — генерал-майор А. Л. Кроник), действовавшей в составе 22-й армии 2-го Прибалтийского фронта в ходе Ленинградско-Новгородской стратегической наступательной операции (в боях погибло около 11 тысяч советских воинов). В тот же день приказом Верховного Главнокомандования войскам, участвовавшим в освобождении Новосокольников, была объявлена благодарность, а в Москве дан салют 12 артиллерийскими залпами из 124 орудий.

## Экономика
Имеются щебёночный завод, хлебокомбинат. Действуют вагонное (ВЧД-24) и локомотивное депо Октябрьской железной дороги. В районе — месторождения торфа, гравия, песка, огнеупорных глин.

## Достопримечательности

Памятник Алие Молдагуловой

- Памятник Герою Советского Союза Алие Молдагуловой (1979 г., скульптор М. Айнеков[24] ). Памятник искусства местного значения[25].
- Памятник на братской могиле железнодорожников, погибших при бомбардировке станции в ночь с 19 на 20 августа 1944 г.[26]
- Мемориал «Аллея Славы» (Вечный огонь, мемориальная стена, звонница).
- Памятник В. И. Ленину.
- Паровоз-памятник 9П-21582.
- Клуб железнодорожников им. Воровского.
- Новосокольнический районный краеведческий музей.
- Храм святителя Николая Чудотворца.

#### Утраченные достопримечательности
- Деревянное здание железнодорожного вокзала (1901 г.)
- Железнодорожное училище (1902 г.)
- Церковь Св. Николая на 700 чел. (1912 г.; архитектор Александров).

### Окрестности Новосокольников

Покровская церковь в селе Новом (конец XIXв.)

Поблизости от города, в селе Новое, расположена деревянная церковь Киево-Печерской Богоматери (конец XIX века). В Вязовской волости — городище и земляная крепость «Острий» (XII—XIII вв).